# Nabeshima-Porzellan
Nabeshima-Porzellan (japanisch 鍋島焼, Nabeshima-yaki) bezeichnet ein Porzellan, das vom Nabeshima-Klan hergestellt wurde. Es waren repräsentative Produkte in einem eigenen Stil während der Edo-Zeit.

## Übersicht
Es heißt, dass Nabeshima Katsushige (鍋島 勝茂; 1580–1657), ein früher Daimyō des Klans, 1628 den Iwayagawachi-Ofen (岩屋川内窯) in Arita angelegt hat. Es heißt weiter, dass der Brennofen 1661 nach Nangawara (南川原) in der gleichen Stadt verlegt wurde, aber es gibt keine schlüssigen Beweise. Genaueres über die frühen Brennöfen weiß man, nachdem der Ofen nach Nihonyanagi-Ōkawachi (二本柳大川内) in der Stadt Imari verlegt wurde, was allgemein als der dritte Ofen angesehen wird.
Der Hauptzweck des Nabeshima-Ofens bestand darin, hochwertige Keramik herzustellen, die Adligen überreicht werden sollte. Ungeachtet der Rentabilität wählte man die Rohstoffe unter strenger Stilkontrolle sorgfältig aus und nutzte geheimgehaltene Techniken, um verschiedene Oberflächen zu gestalten, mit Überglasur, „Sometsuke“ (染付) – „Färben“ und als Seladon-Porzellan, so dass man auch von „Iro-Nabeshima“ (色鍋島) spricht. Die Form ist eine einfache kreisförmige Schale in Mokuhai-Form (木盃形), und die Durchmesser variieren zwischen 1 Shaku (30 cm), 7 Sun (21 cm), 5 Sun (15 cm) und 3 Sun (10 cm). Das „Mikomi“ (見込), also die Innenseite der Schale, ist geprägt durch einzigartige Muster und etablierte die Stilschönheit von reinem Porzellan im japanischen Stil. Mit der Gestaltung gelang es, die Essenz der anspruchsvollen Edo-Kultur zusammenzubringen, wobei sie an einer Ästhetik festhält, weit von Vulgarität entfernt, und extrem elegant ist.
Die Genroku-Zeit war das goldene Zeitalter, aber der Ofen wurde während der gesamten Edo-Zeit betrieben. Zu den berühmten Beispielen gehören der „Iroe kiku fuyō-zu sara“ (色絵菊芙蓉図皿) – „Teller mit Chrysanthemenmuster“, der „Iroe momo zu sara“ (色絵桃図皿) – „Farbiger Pfirsich-Teller“ und die „Iroe shōchikubai tachibana aya heiji“ (色絵松竹梅橘文瓶子) „Farbige Vase mit Kiefern-, Bambus- und Pflaumen-Design“, die als Wichtige Kulturgutüter Japans registriert sind.
Beginnend mit Soeda Kizaemon (副田 喜左衛門; gest. 1654) wurde der Brennofen über Generationen von der Soeda-Familie betrieben.

## Bilder

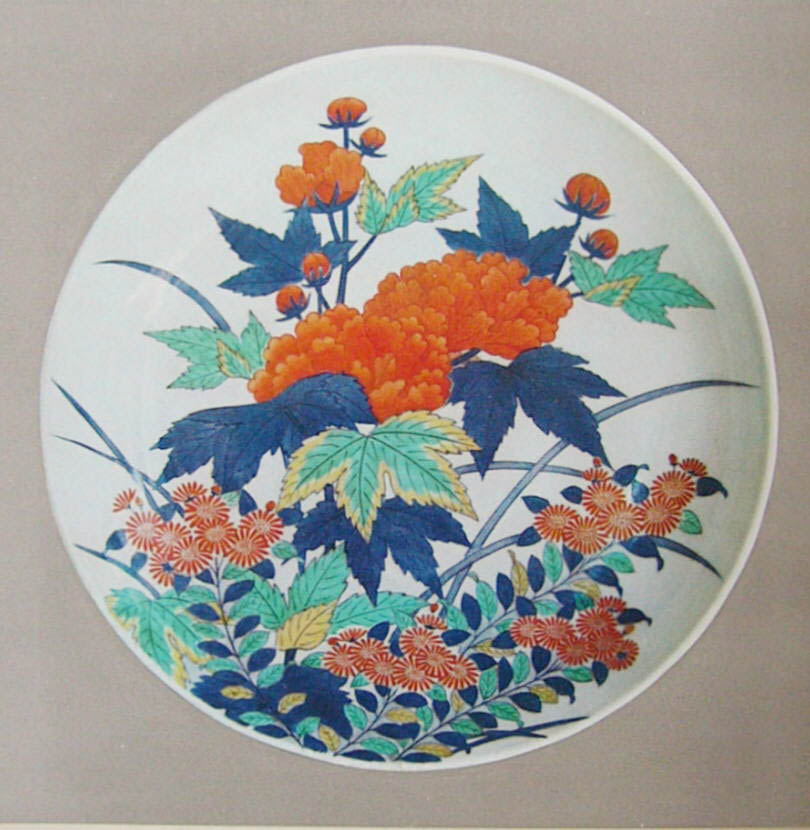
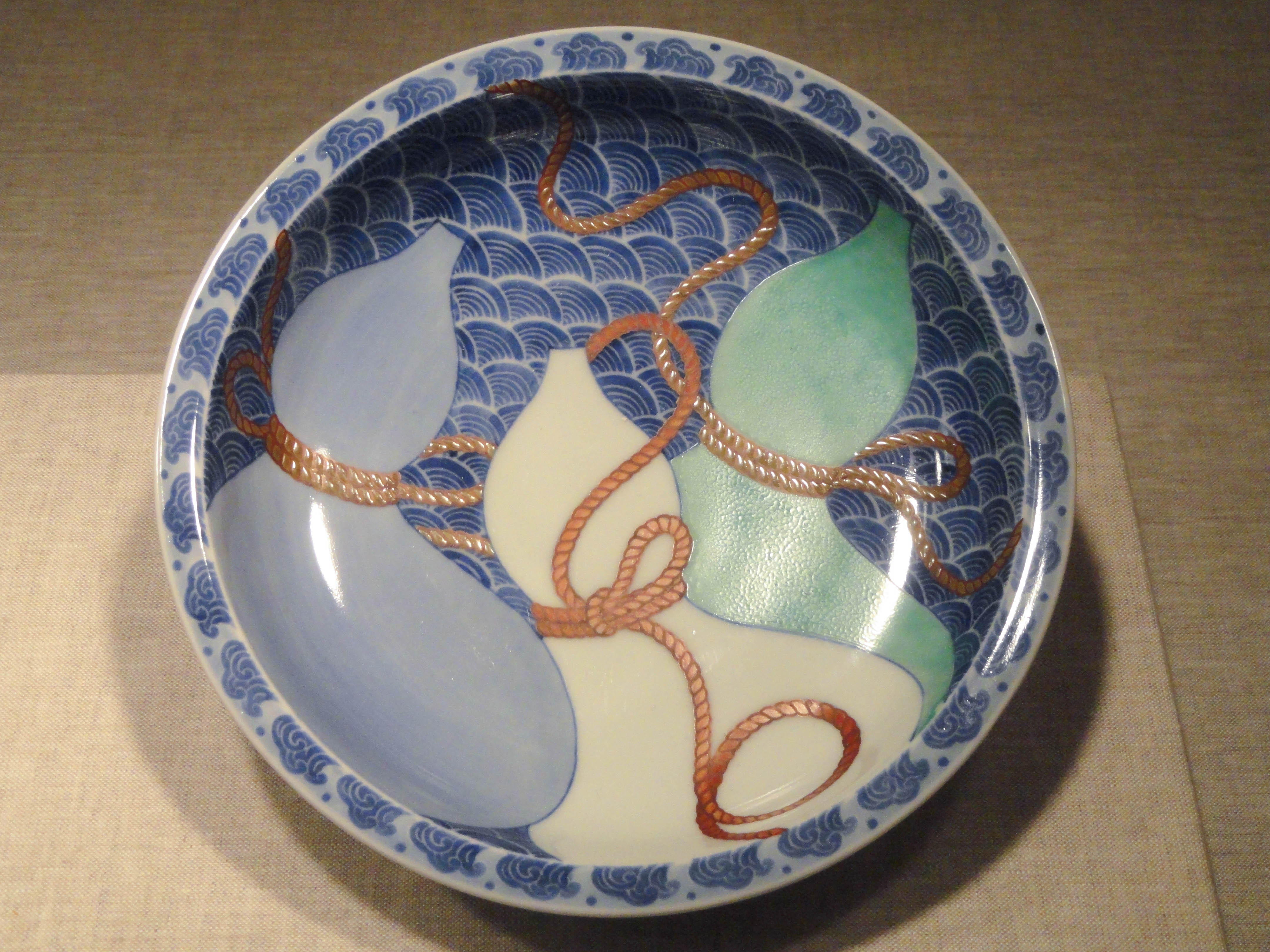
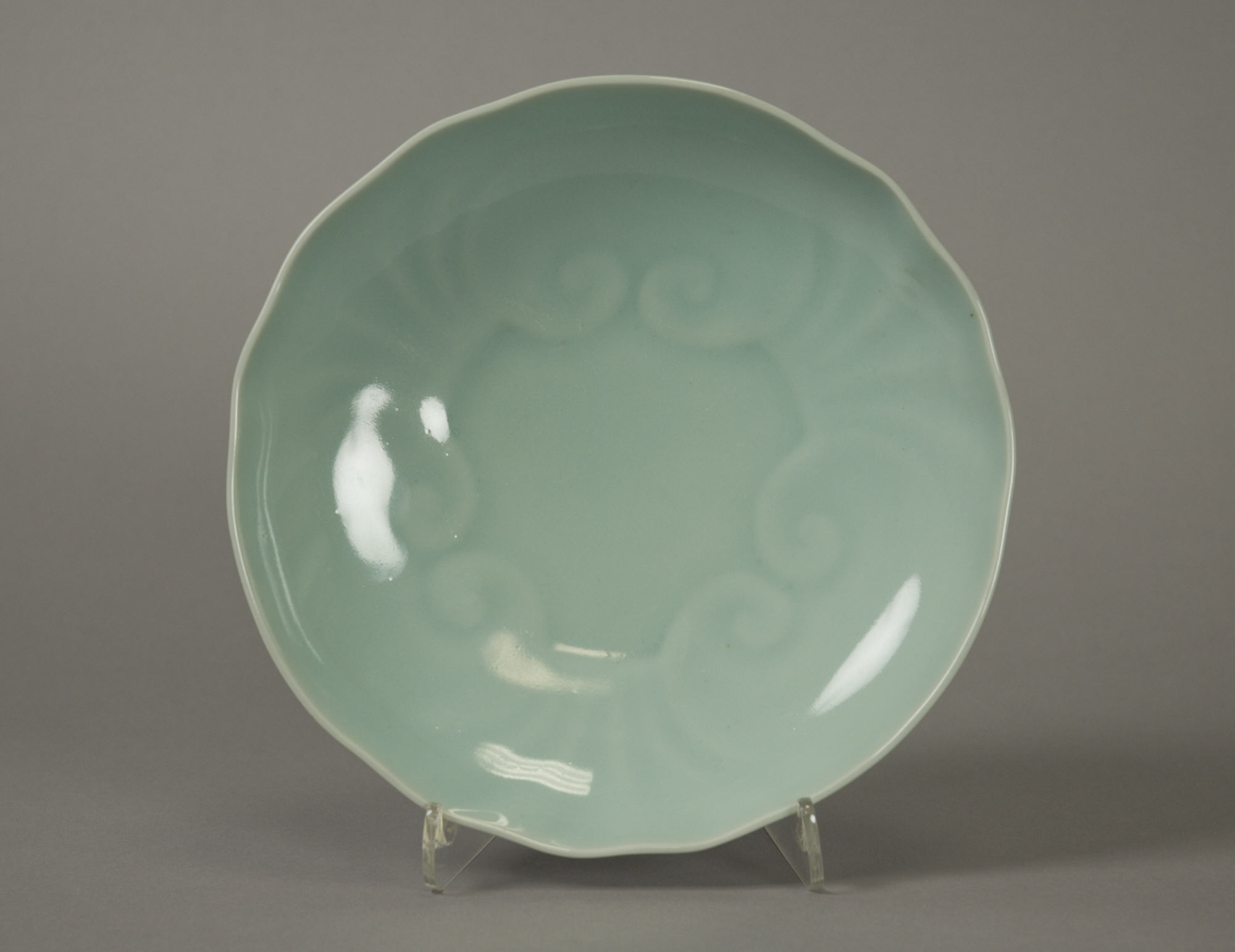
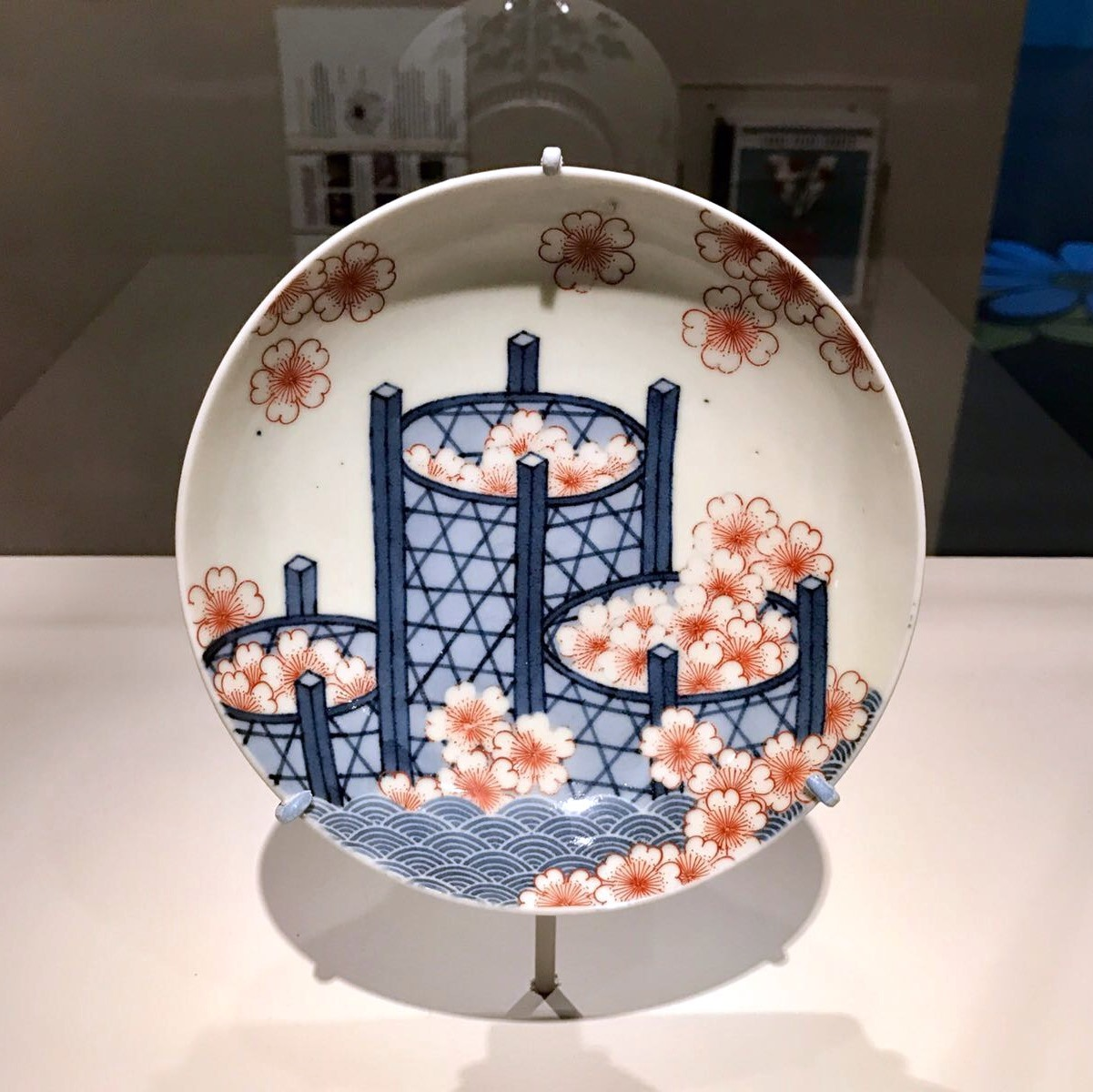
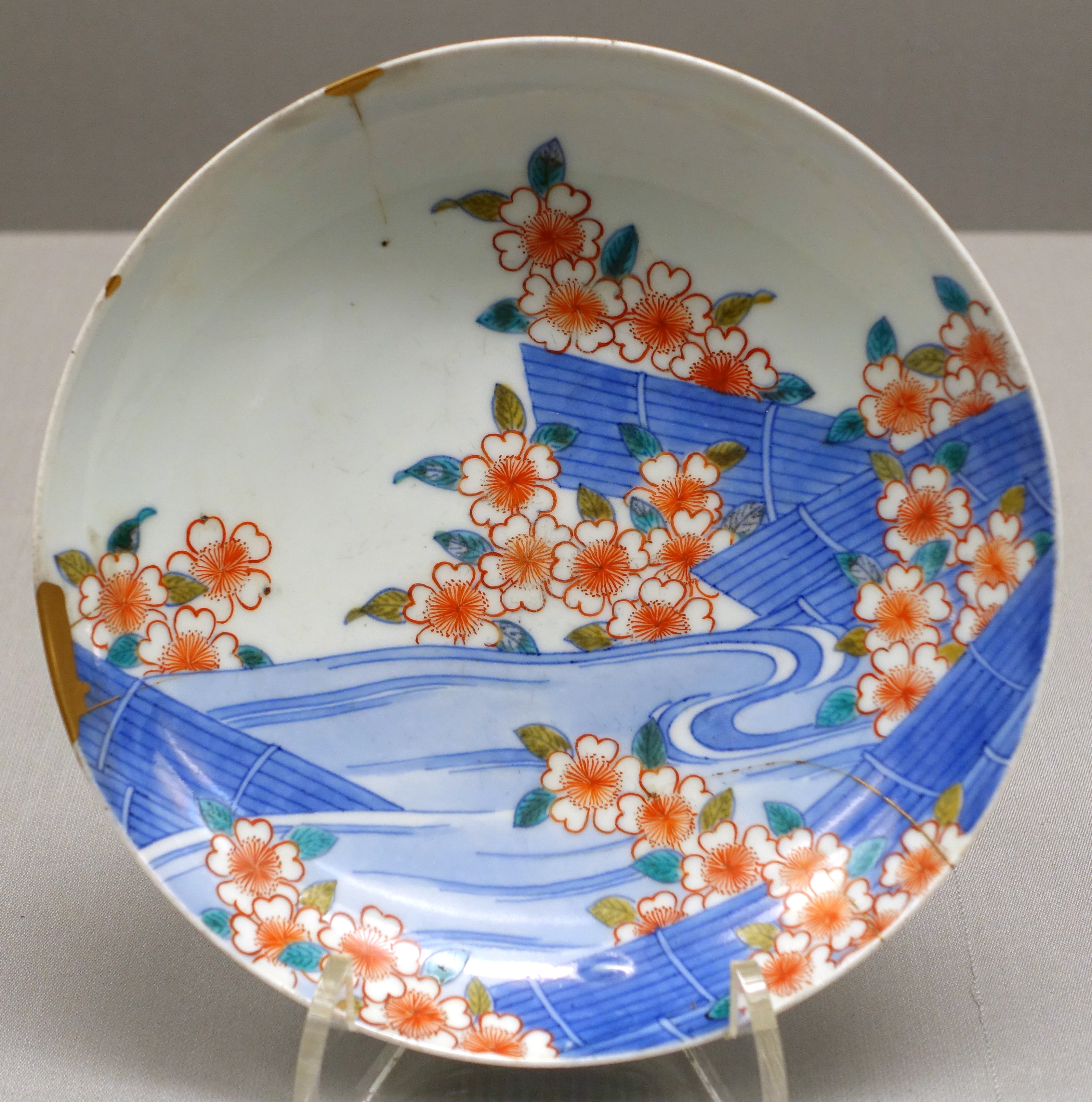